# アムシュテッテン
アムシュテッテン（Amstetten [amˈʃtɛtn̩] ( 音声ファイル)）は、オーストリア、ニーダーエスターライヒ州の自治体。

## 概要
アムシュテッテン周辺には、石器時代と青銅器時代からの定住地跡がある。文献に初めて定住地の存在が記載されたのは995年である。アムシュテッテンの名が記されたのは1111年であった。1858年に鉄道が敷かれ、1868年に郡庁所在地となった。第二次世界大戦中には、マウトハウゼン強制収容所の付属施設2箇所が設置されていた。

## 姉妹都市
- アルトフェルト、ドイツ
- リュユ＝シュル＝トゥヴル、フランス
- ペルジーネ・ヴァルスガーナ、イタリア

## 参照
1. ↑  Jewish Virtual Library: Subcamps of Mauthausen